# Anne-Catherine Lyon

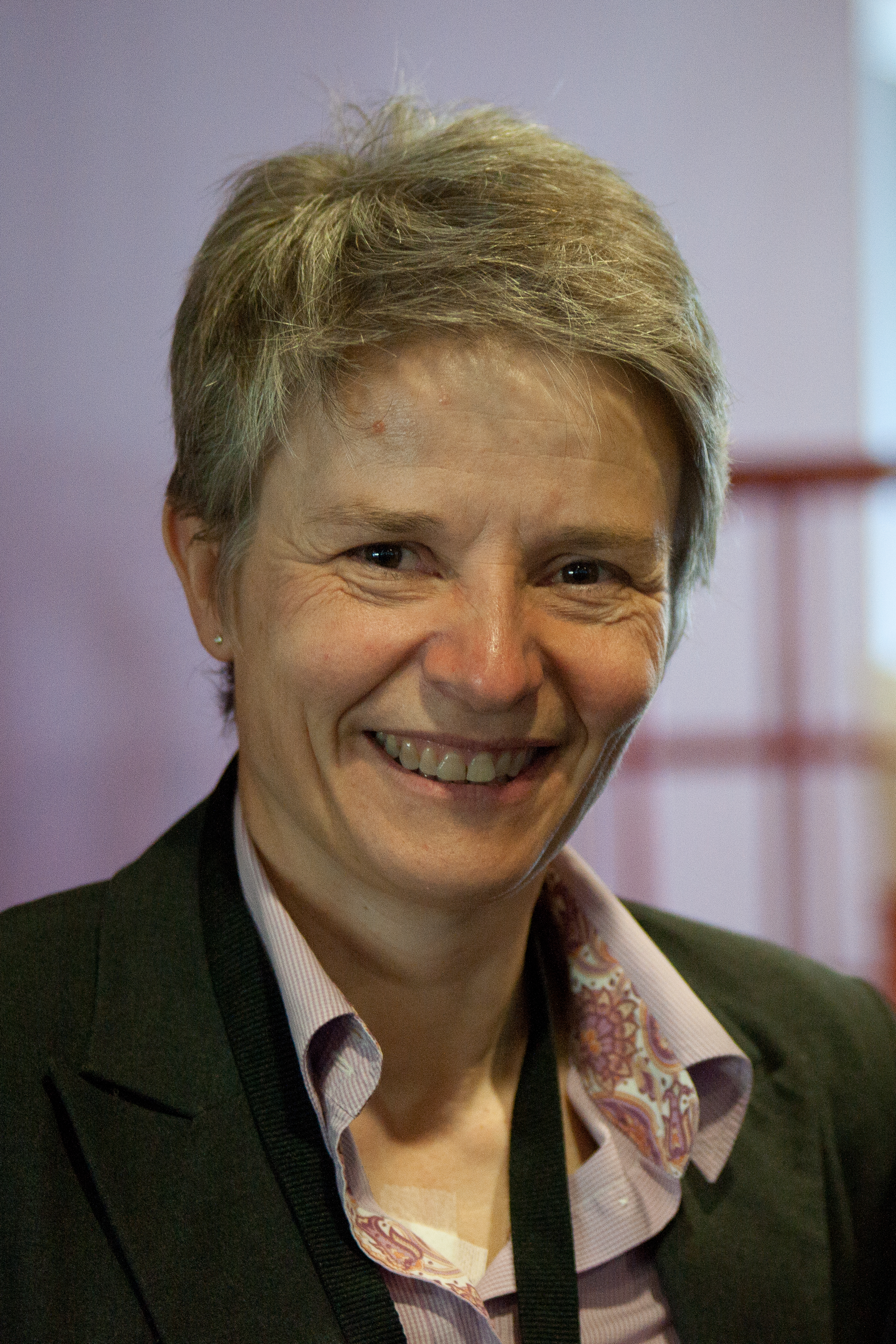
Anne-Catherine Lyon (2012)

Anne-Catherine Lyon (* 12. April 1963 in Lausanne; heimatberechtigt in La Praz) ist eine Schweizer Politikerin (SP).

## Biografie
Lyon studierte an den Universitäten Lausanne und Brüssel Rechtswissenschaften und schloss mit dem Lizenziat ab. Danach war sie im Bezirksgericht Broye tätig und arbeitete später auf dem kantonalen Ausländeramt.
Bei den Nationalratswahlen der Jahre 1995 und 1999 kandidierte sie erfolglos für den Nationalrat auf der Liste Renaissance Suisse Europe, die sich für einen EU-Beitritt der Schweiz einsetzte. Im Jahr 1999 wurde sie in den Verfassungsrat des Kantons Waadt gewählt, ein Jahr später (2000) trat sie der SP bei. 2002 war sie für ein paar Monate Stadträtin von Lausanne, ehe sie am 23. April 2002 in den Staatsrat gewählt wurde. Sie führte dort bis zu ihrem Rücktritt im Sommer 2017 das Departement für Bildung, Jugend und Kultur.
Im Januar 2023 wollte sie erneut für den Nationalrat kandidieren, jedoch wurde ihre Kandidatur am ausserordentlichen Parteitag der SP verworfen.